# Pierre Audibert
Pierre Audibert (ur. 2 stycznia 1941(dts) w Rabacie (Maroko), zm. 6 marca 2020(dts)) – francuski dziennikarz, matematyk i informatyk, wykładowca na uniwersytecie Paris VIII, specjalista w dziedzinie kombinatoryki i geometrii obliczeniowej, twórca przeróżnych algorytmów.

## Biografia
Ukończył studia politechniczne inżynierii budowy dróg i mostów w 1964 roku.
Był członkiem ekipy twórców dziennika Libération, następnie jako dziennikarz relacjonował z Portugalii, w 1974 roku, Rewolucję goździków. Wraz z Danielem Brignon opublikował książkową relację tego wydarzenia « fr. Portugal: les nouveaux centurions » (Portugalia: nowi centurioni).

Bardzo wcześnie zainteresował się też ekologią: w 1978 roku wraz Danielle Rouard opublikował « fr. Les Énergies du soleil » (Energie słoneczne), książkę opisującą szeroką panoramę doświadczeń związanych z energią słoneczną na całym świecie. Zapytuje w niej: 

czyżby nauki humanistyczne miały jedynie na celu zapewnienie ostatecznej dominacji ludzkości przez nielicznych?

Wrócił do swojej wcześniejszej pasji i w 1991 roku ukończył matematykę. Zainteresował się również informatyką, zdobył dyplom ukończenia studiów i w 1998 roku doktorat na uniwersytecie Paris VIII, po czym został przyjęty do grona wykładowców i badaczy tegoż uniwersytetu. Przez dwadzieścia lat swojej pracy akademickiej zapisał się jako rygorystyczny, życzliwy, bardzo ceniony przez swoich studentów pedagog. Jego pragmatyczne podejście do matematyki pozwoliło wielu informatykom odkryć i opanować złożone pojęcia często prezentowane przez pozostałych wykładowców w zbyt abstrakcyjny sposób.
Jako badacz laboratorium informatyki zaawansowanej Saint-Denis był specjalistą w dziedzinie kombinatoryki i geometrii obliczeniowej, twórcą przeróżnych algorytmów. Dzięki dobremu opanowaniu narzędzi informatycznych, na które tworzył liczne algorytmy (na przykład automat komórkowy imitujący rozprzestrzenianie się ognia w lesie), potrafił korzystać z teorii liczb, symetrii i estetyki powierzchni algebraicznych przestrzeni nieeuklidesowych do reprezentowania ich za pomocą grafik komputerowych. Wydał na te tematy kilka podręczników, m.in. « fr. Géométrie des pavages » (Geometria parkietaży), 2013 i trzytomowe dzieło « fr. Combien? Mathématiques appliquées à l’informatique » (Ile? Matematyka stosowana w informatyce), 2008, przetłumaczone na angielski pod tytułem « ang. Mathematics for Informatics and Computer Science » w 2010 roku.
Zginął w wypadku samochodowym na północy Francji.

### Dziennikarstwo
- Pierre Audibert, Daniel Brignon: Portugal. Les nouveaux centurions. Paryż: P. Belfond, 1974. ISBN 2-7144-0202-X. (fr.). Brak numerów stron w książce, 219 stron, BNF cb34563748p
- Pierre Audibert, Danielle Rouard: Les Énergies du soleil. Paryż: Seuil, 1978, seria: Points, Sciences. 13. ISBN 2-02-004826-4. (fr.). Brak numerów stron w książce, 316 stron, ISSN 0337-8160.
- Pierre Audibert: Libye. Pouvoir des sables. Paryż: Éditions du Seuil, 1979, seria: Microcosme. Petite planète. 56. (fr.). Brak numerów stron w książce, 188 stron, ISSN 0152-9633, BNF cb346181936

### Matematyka
- Pierre Audibert: Calcul, chaos, modulo. Patrick Greussay. Saint-Denis: Paris VIII, 1998. (fr.). Brak numerów stron w książce, Praca doktorska.
- Pierre Audibert: Combien? Mathématiques appliquées à l’informatique. T. 1: Algorithmes et théorie en combinatoire. Paryż: Hermès science publications-Lavoisier, 2008. ISBN 978-2-7462-2200-7. (fr.). Brak numerów stron w książce, 413 stron, BNF cb414277757
- Pierre Audibert: Combien? Mathématiques appliquées à l’informatique. T. 2. Paryż: Hermès science publications-Lavoisier, 2008. ISBN 978-2-7462-2201-4. (fr.). Brak numerów stron w książce, 259 stron, BNF cb414277757
- Pierre Audibert: Combien? Mathématiques appliquées à l’informatique. T. 3: Algorithmes et théorie des graphes. Paryż: Hermès science publications-Lavoisier, 2008. ISBN 978-2-7462-2202-1. (fr.). Brak numerów stron w książce, 286 stron, BNF cb414277757
  - Tłumaczenie na angielski wszystkich trzech tomów, wydanie połączone: Pierre Audibert: Mathematics for Informatics and Computer Science. London, Hoboken: ISTE, John Wiley & Sons, 2010. DOI: 10.1002/9781118557938. ISBN 978-1-84821-196-4. (ang.). Brak numerów stron w książce
- Pierre Audibert: Géométrie des pavages. De la conception à la réalisation sur ordinateur. Paryż: Hermès science publications-Lavoisier, 2013. ISBN 978-2-7462-4503-7. (fr.). Brak numerów stron w książce, 413 stron, BNF cb43563163w
- Pierre Audibert: Algorithmes et théorie des nombres. Cours, exercices corrigés, avec programmes en langage C. Paryż: Ellipses, 2013, seria: Références sciences. ISBN 978-2-7298-8672-1. (fr.). Brak numerów stron w książce, 432 stron, BNF cb43822349b
- Pierre Audibert: Simulation d’un feu de forêt. [dostęp 2021-04-22]. (fr.).